# Les Muses galantes
Les Muses galantes est un opéra-ballet en un prologue et trois entrées de Jean-Jacques Rousseau, composé en 1743.

## Composition
Jean-Jacques Rousseau a donné de nombreux détails sur les circonstances de la composition et de la création de cette œuvre dans ses Confessions : 

« Je projetai dans un ballet héroïque trois sujets différents en trois actes détachés, chacun dans un différent caractère de musique ; et, prenant pour chaque sujet les amours d'un poète, j'intitulai cet opéra les Muses galantes. Mon premier acte, en genre de musique forte, était le Tasse ; le second, en genre de musique tendre, était Ovide ; et le troisième, intitulé Anacréon, devait respirer la gaieté du dithyrambe. Je m'essayai d’abord sur le premier acte, et je m'y livrai avec une ardeur qui, pour la première fois, me fit goûter les délices de la verve dans la composition. »

Grâce au soutien du célèbre chanteur Jélyotte, 

« Les Muses galantes furent répétées d’abord plusieurs fois au magasin, puis au grand théâtre. Il y avait beaucoup de monde à la grande répétition, et plusieurs morceaux furent très applaudis. Cependant je sentis moi-même durant l’exécution, fort mal conduite par Rebel, que la pièce ne passerait pas, et même qu’elle n’était pas en état de paraître sans de grandes corrections. »

## Création et représentations
L'œuvre est d'abord présentée chez le fermier général La Pouplinière en 1743, puis à l'Opéra en 1747, sans succès. Une dernière représentation est organisée du vivant de Rousseau, chez le prince de Conti en 1751.

## Postérité
Paul Pittion mentionne la partition en insistant sur les souvenirs du philosophe compositeur dans ses Confessions — témoignage que les musicologues tiennent pour suspect, étant donné la rivalité qui l'oppose alors à Rameau : 

« Rameau consentit en grommelant [à lire la partition], et répétant sans cesse que ce devait être une belle chose que la composition d’un homme qui n’était pas enfant de la balle, et qui avait appris la musique tout seul. »

Rousseau déclare ainsi que « Rameau prétend[ait] ne voir en moi qu’un petit pillard sans talent et sans goût ». Par la suite, l'auteur d'Hippolyte et Aricie lui ayant suggéré que le personnage du Tasse serait mal considéré sur une scène d'opéra, « sur ce seul mot j'allai m’enfermer chez moi ; et dans trois semaines j'eus fait, à la place du Tasse, un autre acte, dont le sujet était Hésiode inspiré par une muse. Je trouvai le secret de faire passer dans cet acte une partie de l’histoire de mes talents, et de la jalousie dont Rameau voulait bien les honorer ».
Jean Malignon s'insurge, en citant cette dernière déclaration : « Voilà qui ne manque pas d'assurance, et notre Jean-Jacques renverse un peu les rôles ». La jalousie de l'homme de lettres envers le musicien trouvera un autre moyen d'expression, en 1753, lorsque sa Lettre sur la musique française provoquera un tel scandale que les acteurs et les musiciens de l'Opéra brûlent son auteur en effigie dans la cour de l'Académie royale de musique. Jean Malignon relève cependant comme une « chose curieuse » que « seuls les ennemis du malheureux et trop vindicatif Jean-Jacques ont accordé à l'efficacité de sa campagne un tel crédit » qui expliquerait le silence dans lequel devait sombrer toute la musique de Rameau jusqu'au début du XXe siècle.